# بي إيه دبليو
شركة بكين لصناعة السيارات المحدودة (بالإنجليزية: Beijing Automobile Works Co., Ltd.)‏ (BAW) (بالصينية: 北京汽车制造厂有限公司، الشكل المختصر: 北汽制造) هي شركة تصنيع سيارات صينية مقرها في تشينغداو، الصين. كانت شركة تابعة لمجموعة بايك ولكن تم بيعها للقطاع الخاص منذ عام 2015. تنتج بي إيه دبليو المركبات والشاحنات الخفيفة على الطرق الوعرة. تنتج بي إيه دبليو المركبات المدنية وكذلك العسكرية.